# Jozef Móder
Jozef Móder (* 19. September 1947 in Tvrdošovce, Tschechoslowakei) ist ein ehemaliger slowakischer Fußballspieler, der für die tschechoslowakische Nationalmannschaft gespielt hat. Er war Teil jener Mannschaft, die die Europameisterschaft 1976 gewinnen konnte.

## Karriere
Móder begann seine Profikarriere bei Inter Bratislava, von dort wechselte er zu Lokomotíva Košice. Während seiner anschließenden Zeit bei Dukla Praha wurde der Mittelfeldspieler 1972 erstmals ins Team der ČSSR einberufen. Von 1973 bis 1980 war er wieder für Lokomotíva Košice im Einsatz.
Ab 1975 war er Stammspieler der tschechoslowakischen Nationalmannschaft. Insgesamt bestritt er 17 Länderspiele und erzielte dabei 3 Tore. Der Höhepunkt seiner Teamkarriere war sicherlich der Gewinn der Fußball-Europameisterschaft 1976.
Im Ausland war er von 1980 bis 1982 für den Grazer AK tätig. Im Dress der Athletiker absolvierte er 60 Ligaspiele und erzielte dabei neun Treffer. 
Er war auch Bestandteil jener GAK-Mannschaft, die 1981 den ÖFB-Cup gewinnen konnte. Dieser Erfolg stellt eine Besonderheit dar, denn es war der erste Titelgewinn für eine steirische Mannschaft im österreichischen Profifußball.
Moder war wegen seiner präzisen Freistöße bekannt und gefürchtet, ihm steht auch ein direkt verwandelter Eckball in der österreichischen Meisterschaft zu Buche.
| Personendaten    | Personendaten                       |
| ---------------- | ----------------------------------- |
| NAME             | Móder, Jozef                        |
| KURZBESCHREIBUNG | tschechoslowakischer Fußballspieler |
| GEBURTSDATUM     | 19. September 1947                  |
| GEBURTSORT       | Tvrdošovce, Tschechoslowakei        |